# Julien Masson
Julien Masson, né le 18 juin 1998 à Valenciennes, est un footballeur français. Il évolue au FC Sochaux-Montbéliard au poste de milieu de terrain.

## Biographie

### Valenciennes FC
Natif de Valenciennes, Julien Masson est depuis tout petit un fan du club phare de la ville : le Valenciennes FC. Habitué du Stade Nungesser, il est abonné à la Tribune Pouille, demandant les autographes des joueurs du club comme Steve Savidan ou José Saez. Il rejoint le centre de formation du VAFC en 2010 à l'âge de 13 ans. Le joueur franchit toutes les étapes de la formation jusqu'à intégrer le groupe professionnel en 2017.
Le 5 mai 2017, Julien Masson fait ses débuts en Ligue 2 à domicile contre le Red Star (0-0). Il est titulaire et joue 63 minutes dans le match. Ce sera sa seule apparition lors de cette saison 2016/17. Il signe son premier contrat professionnel le 13 novembre 2017. Lors de la saison 2017/18, il devient un cadre de l'équipe. Le footballeur dispute 24 matchs en championnat dont 21 en tant que titulaire. Le 12 janvier 2018, il inscrit son premier but avec son club lors de la réception de La Berrichonne de Châteauroux (1-2).
Lors de l'été 2019, l'athlète est proche de s'engager avec l'Angers SCO mais sa visite médicale n'est pas concluante à cause d'une blessure au genou.

### FC Sochaux-Montbéliard
Le 18 juin 2025, il signe en faveur du FC Sochaux-Montbéliard.

## Statistiques
| Saison                | Club                   | Championnat           | Championnat | Championnat | Coupe nationale | Coupe nationale | Coupe de la Ligue | Coupe de la Ligue | Total | Total |
| Saison                | Club                   | Division              | M.          | B.          | M.              | B.              | M.                | B.                | M.    | B.    |
| 2016-2017             | Valenciennes FC        | Ligue 2               | 1           | 0           | -               | -               | -                 | -                 | 1     | 0     |
| 2017-2018             | Valenciennes FC        | Ligue 2               | 24          | 1           | 3               | 0               | 1                 | 0                 | 28    | 1     |
| 2018-2019             | Valenciennes FC        | Ligue 2               | 31          | 3           | 1               | 0               | 1                 | 0                 | 33    | 3     |
| 2019-2020             | Valenciennes FC        | Ligue 2               | 22          | 0           | 2               | 0               | 1                 | 0                 | 25    | 0     |
| 2020-2021             | Valenciennes FC        | Ligue 2               | 18          | 0           | -               | -               | -                 | -                 | 18    | 0     |
| 2021-2022             | Valenciennes FC        | Ligue 2               | 32          | 0           | 1               | 0               | -                 | -                 | 33    | 0     |
| 2022-2023             | Valenciennes FC        | Ligue 2               | 21          | 0           | -               | -               | -                 | -                 | 21    | 0     |
| 2023-2024             | Valenciennes FC        | Ligue 2               | 33          | 0           | 6               | 1               | -                 | -                 | 39    | 1     |
| 2024-2025             | Valenciennes FC        | National              | 26          | 0           | 5               | 1               | -                 | -                 | 31    | 1     |
| Sous-total            | Sous-total             | Sous-total            | 208         | 4           | 18              | 2               | 3                 | 0                 | 229   | 6     |
| 2025-2026             | FC Sochaux-Montbéliard | National              | 2           | 0           | -               | -               | -                 | -                 | 2     | 0     |
| Total sur la carrière | Total sur la carrière  | Total sur la carrière | 210         | 4           | 18              | 2               | 3                 | 0                 | 231   | 6     |